# Königshütte (Bad Lauterberg)

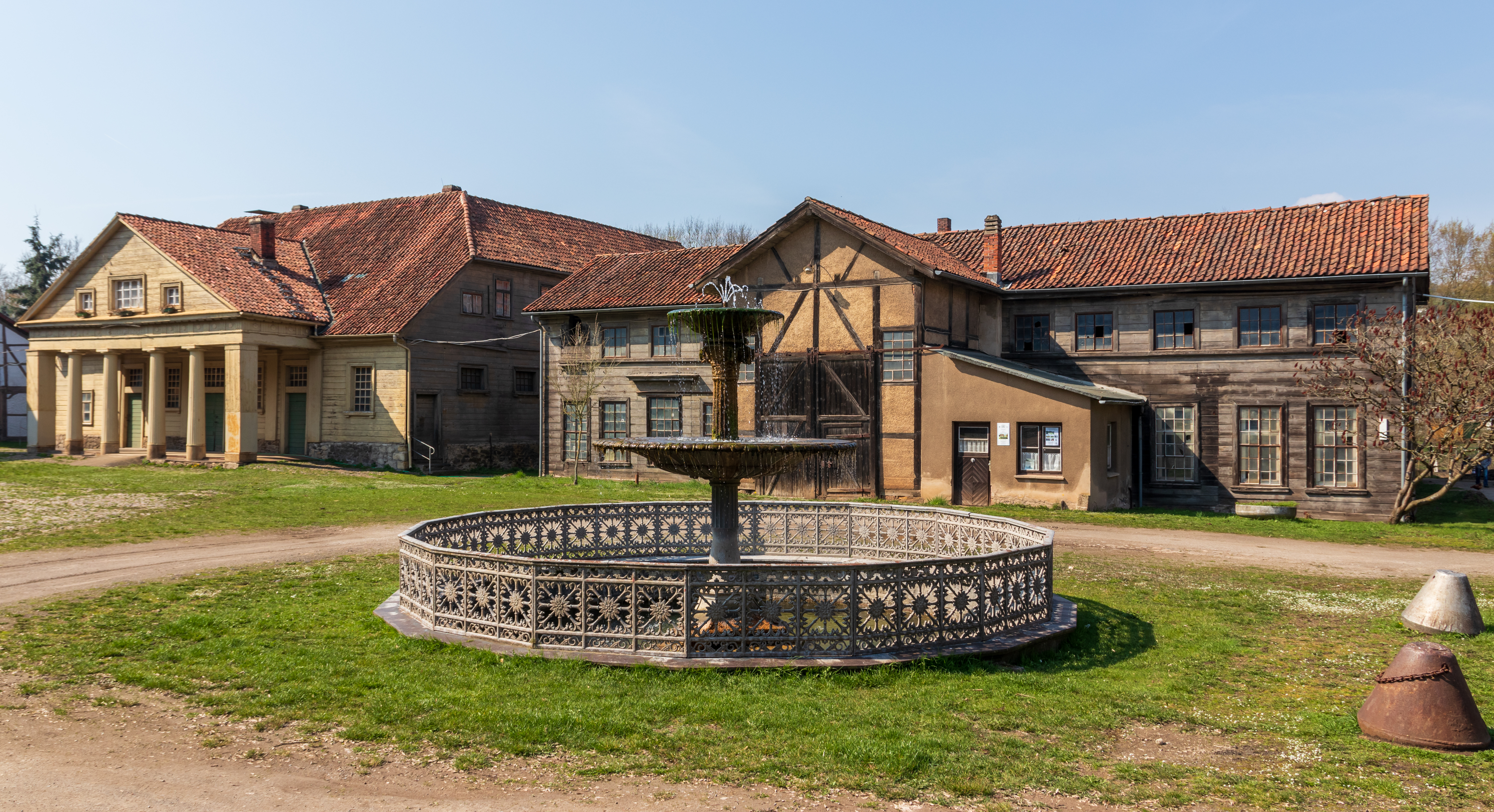
Königshütte (Bad Lauterberg) – Springbrunnen aus Gusseisen, gefertigt für die Weltausstellung Paris 1889

Die Königshütte in Bad Lauterberg im Harz ist eine ehemalige Hochofenanlage, Gießerei und Drahtzieherei aus der Zeit des frühen 19. Jahrhunderts. Sie war das größte kurhannoversche Eisenhüttenwerk und steht als technisches Denkmal unter Denkmalschutz.

## Geschichte

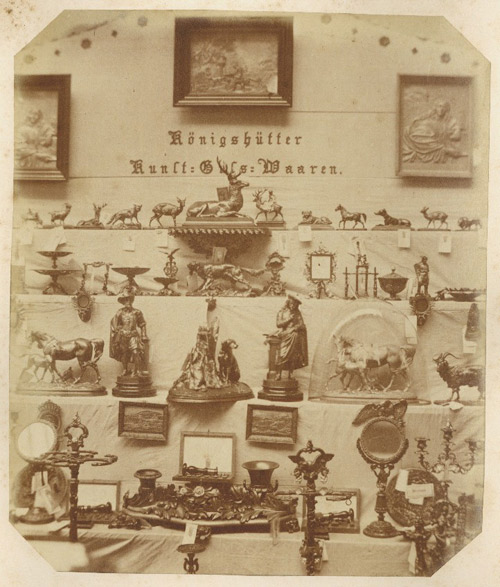
„Königshütter Kunst-Guß-Waaren“ auf der 1859 gezeigten Ausstellung des Gewerbevereins für das Königreich Hannover;
Foto von Eugen Lulves

Die Anlage entstand 1732 bis 1737 als Staatsbetrieb, der Architekt war Karl-Heinrich Mummenthey aus Sankt Andreasberg. Als Vorläufer stand an dieser Stelle die Süssenhütte, erbaut um 1580–1624. Die Anlage wurde in einer zweiten Bauphase 1820–1832 umgebaut und modernisiert. Die Königshütte lieferte insbesondere Eisenwaren für den Bergbau im Harz, ab 1834 auch Drahtseile. Eisenerz wurde aus der Grube Roter Bär und anderen Gruben bezogen. Die Roheisenerzeugung mit zwei Hochöfen endete 1863. Der Betrieb der Gießerei endete 2001.
Berühmte Besucher waren: J. W. Goethe, König Jérôme, König Ernst August von Hannover und König Georg V. von Hannover.

## Gebäude und Anlagen
Die folgenden teils repräsentativen Gebäude der Königshütte sind um einen zentralen Platz gruppiert:
1. Faktoreihaus (1736)
2. Eisenmagazin mit Portikus, der von zwei Pfeilern und vier gusseisernen, hohlen, dorischen Säulen getragen wird (um 1828), Neoklassizismus
3. Maschinenfabrik (vor 1820)
4. Hüttenschenke, 18. Jahrhundert
5. Formhaus (Formerei) mit Hüttenuhr und gusseisernen Bogenfenstern (1820–1825), Neoklassizismus
6. Hochofen- und Gießereigebäude (1825–1832), Neogotik (durch Umbauten äußerlich nicht mehr erkennbar)
7. Springbrunnen aus Gusseisen, gefertigt 1889 für die Weltausstellung in Paris (ob er wirklich dort war, ist umstritten), anschließend in der Mitte des Platzes aufgestellt
8. Walzwerk für Draht mit durch Wasserkraft angetriebener Walzstraße (1840)
9. Walzwerk für Stabeisen mit durch Wasserkraft angetriebener Walzstraße (1834)
10. Wohnhäuser (hinter dem Faktoreihaus)
11. Südharzer Eisenhüttenmuseum
12. ehem. Getreidemühle
13. Wassergraben vom Scholm- oder Scholbenwehr zur Königshütte (1,6 km lang) für den Antrieb der Pochwerke, Gebläse und Hammerwerke, erbaut 1733, erneuert 1905

## Derzeitiger Zustand
Die Anlage steht unter Denkmalschutz. Das Südharzer Eisenhüttenmuseum hat seinen Sitz auf dem Gelände.

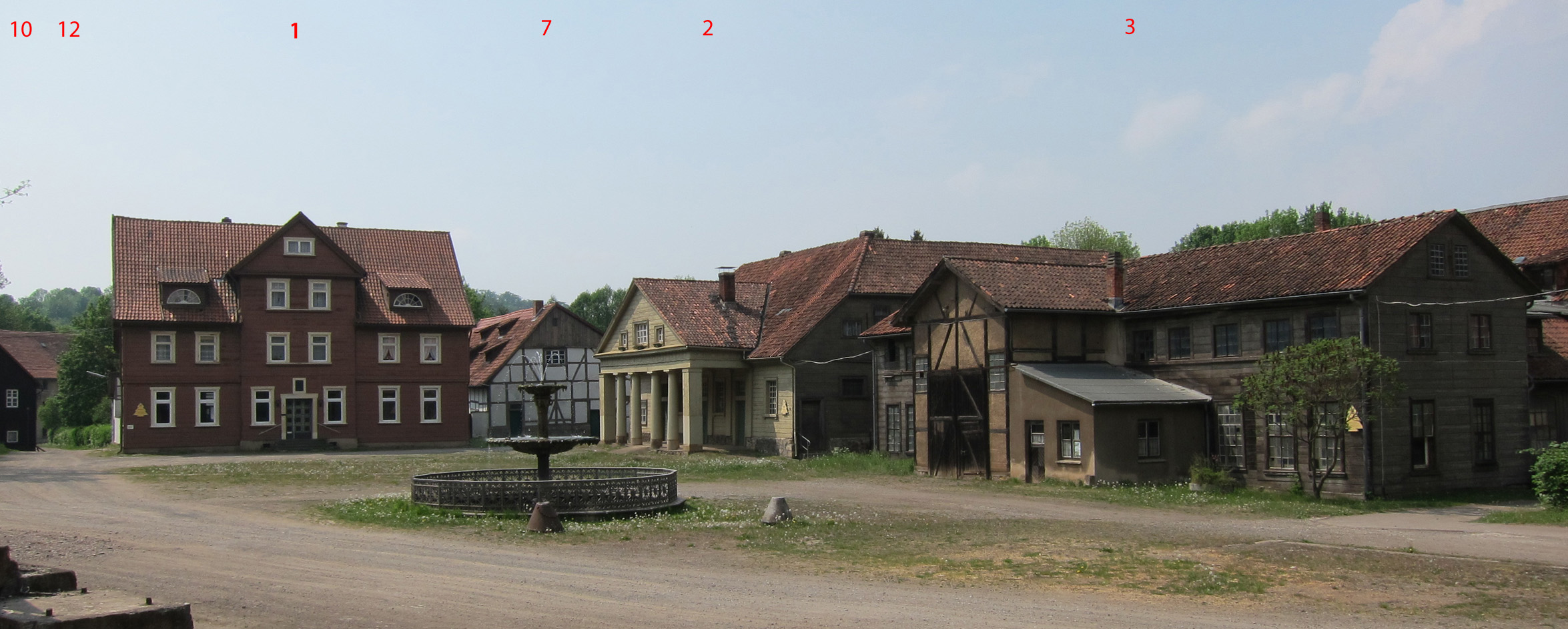
Königshütte Bad Lauterberg, Teilansicht 2011
10 = Wohnhaus, 12 = Mühle, vormals Hammerwerk, 1 = Faktorei, 7 = Springbrunnen, 2 = Eisenmagazin, 3 = Maschinenfabrik

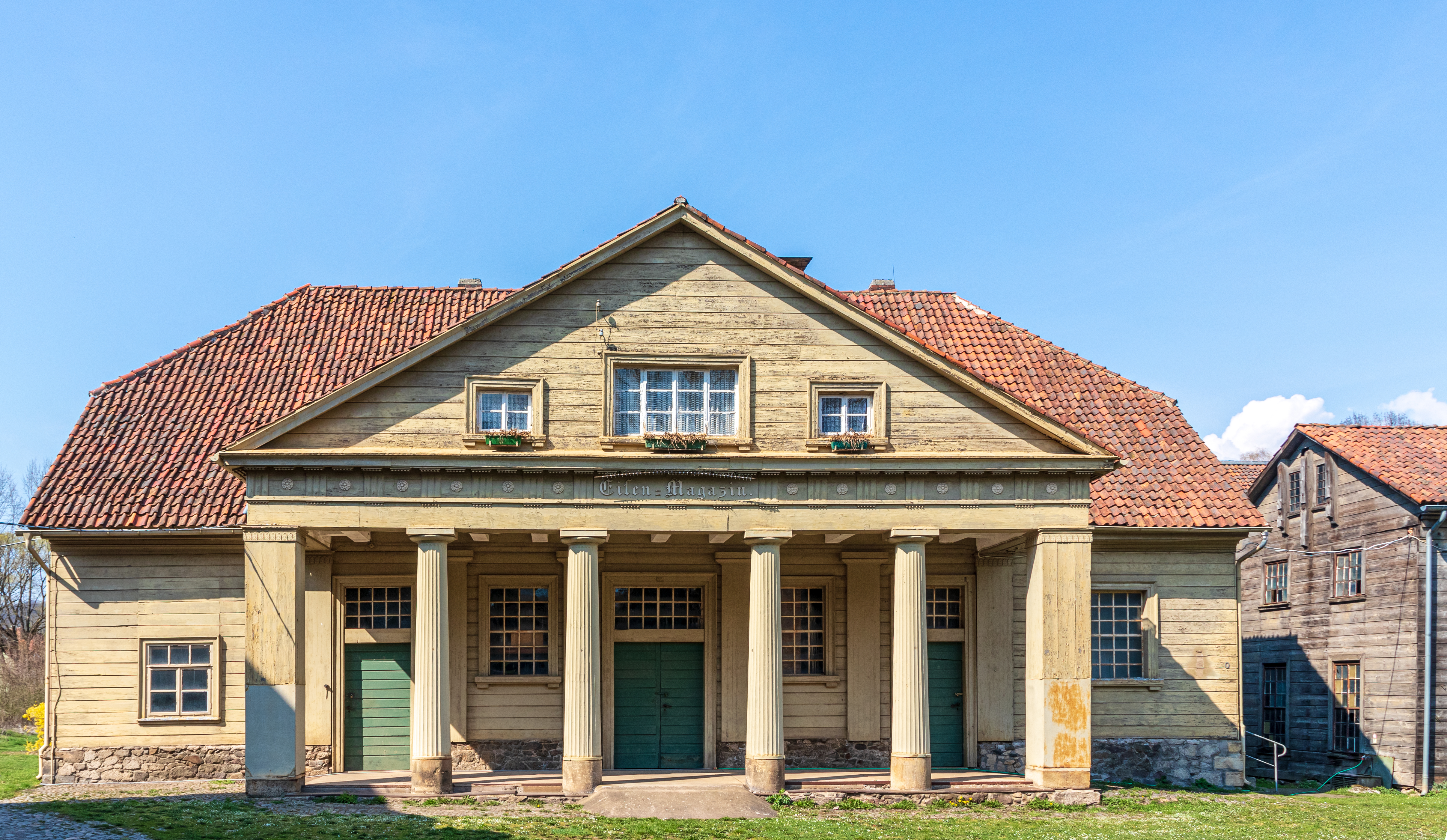
Eisenmagazin (2)
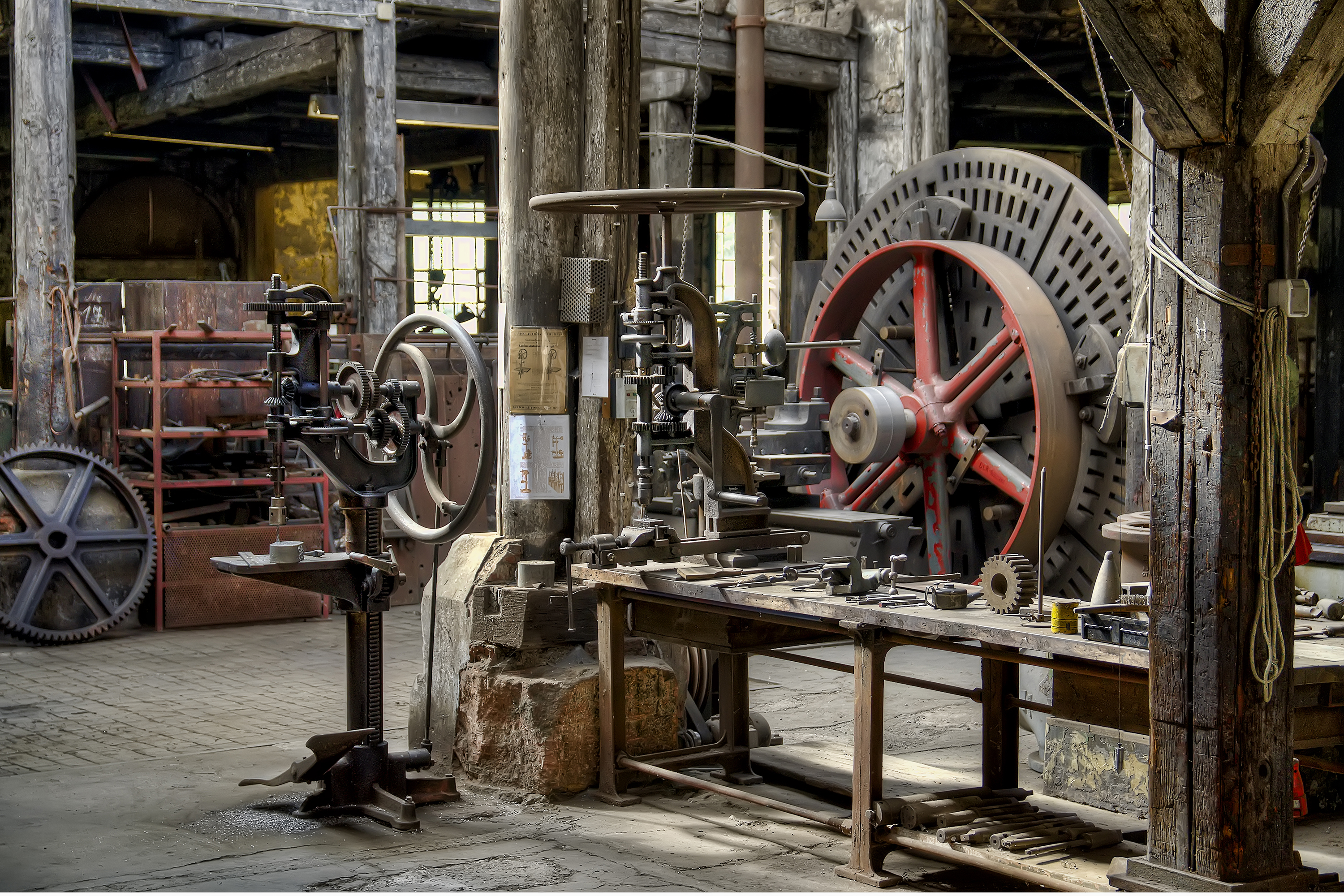
Maschinenfabrik (3)
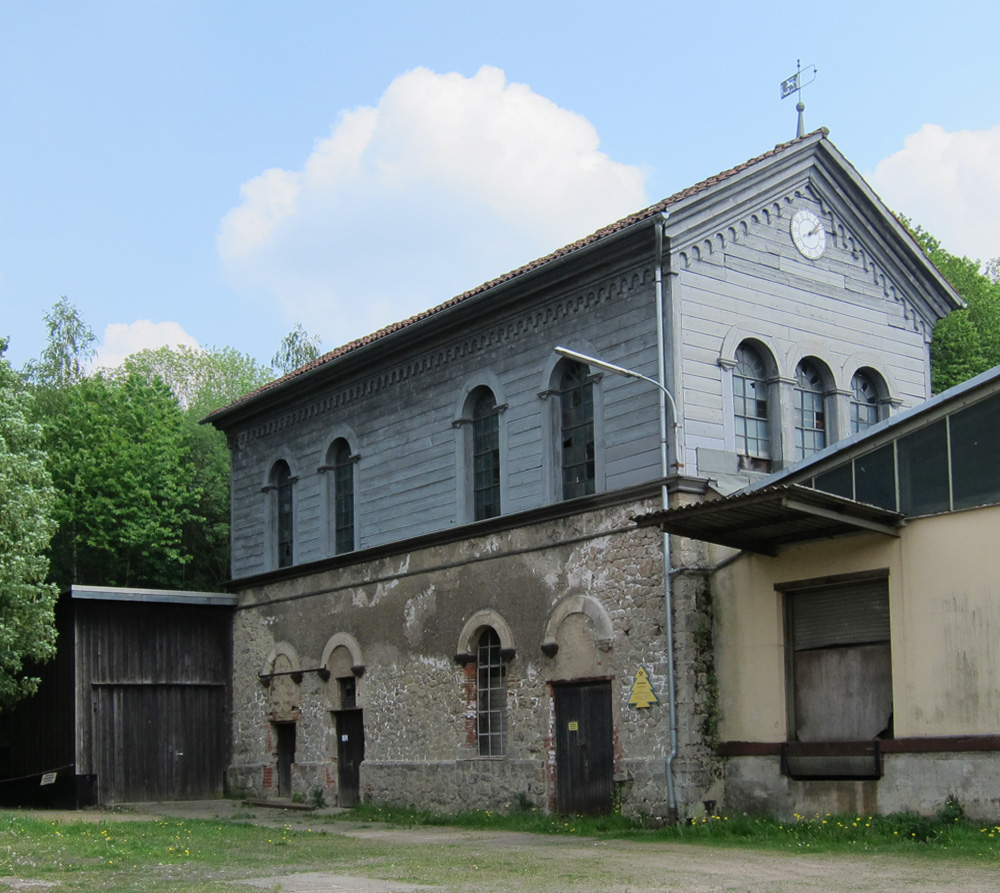
Formerei (5)
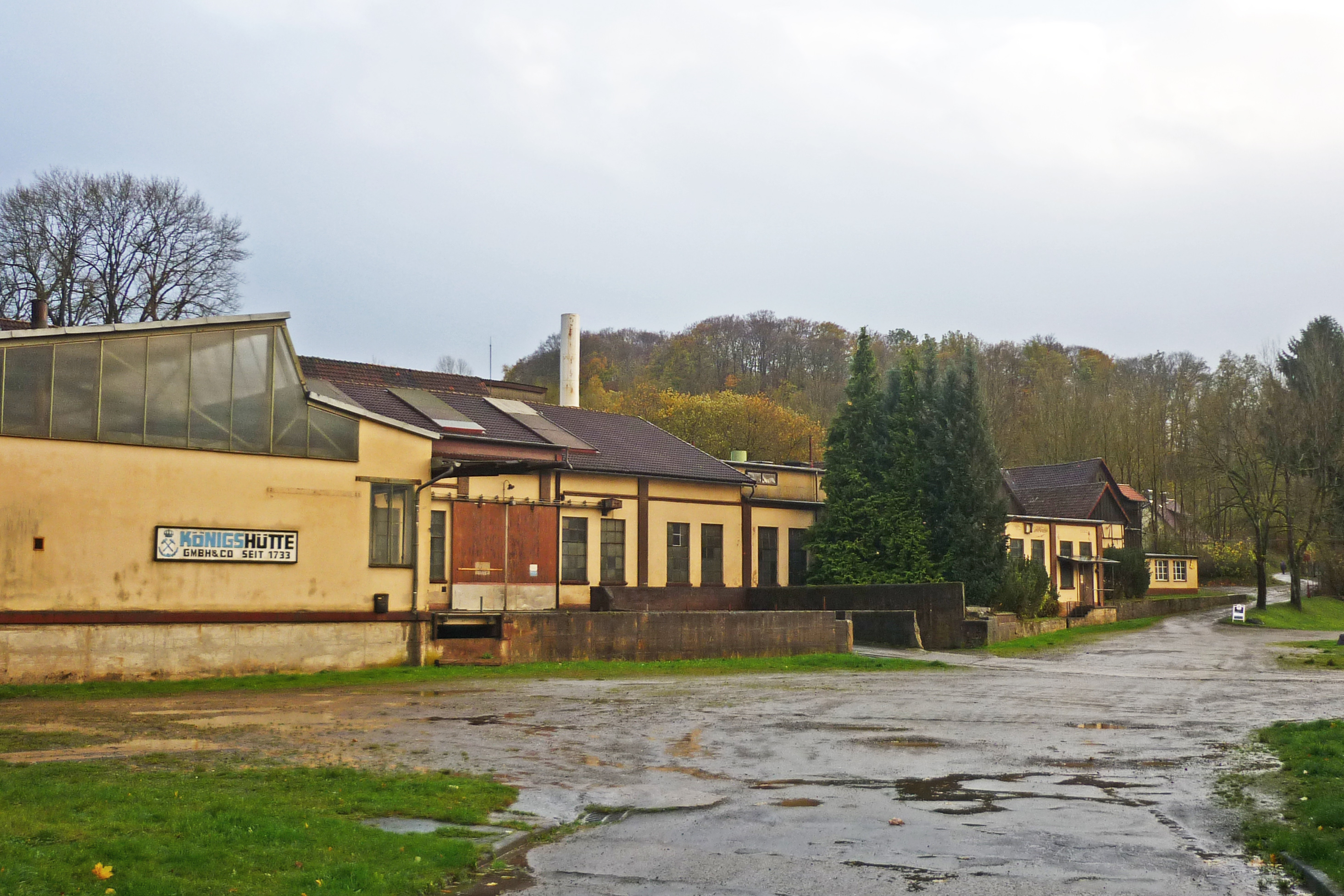
Hochofen und Gießereigebäude (6)